# Optický klam (album)
Optický klam (2013) je druhé album české zpěvačky Olgy Lounové. Obsahuje celkem devět písní o celkové délce 31 minut a 3 sekundy. Vedle jiných se na něm objevuje i duet s Karlem Gottem nazvaný „Dál za obzor“.

## Obsah disku
Na disku jsou tyto písně:
- „Brány svaté (Hallelujah)“ (3:09)
- „Dál za obzor“ (3:49) – spolu s Karlem Gottem
- „Stará žena“ (3:21)
- „Dost slov“ (3:01)
- „Memories“ (3:42)
- „Patricie“ (3:32)
- „Paradise“ (3:51) – remix
- „Paradise“ (3:30) – spolu s Michalem Poliakem
- „Brány svaté (Hallelujah)“ (3:08) – live